# Christian Piot
Pour les articles homonymes, voir Piot.
Christian Piot, né le 4 octobre 1947 à Ougrée en Belgique, est un gardien de but international et entraîneur de football belge.

## Biographie
Christian Piot est d'abord boucher, métier qu'il abandonne à la suite de ses succès pour se consacrer pleinement au football. Il joue d'abord au FC Ougrée dans la banlieue liégeoise avant de rejoindre le Standard de Liège. Lorsque Jean Nicolay quitte le Standard en 1969, René Hauss, alors entraîneur du club, titularise le jeune Christian Piot, en dépit des doutes de certains observateurs. Il progresse rapidement et, en une seule saison, l'ancien réserviste du Standard devient un des gardiens de l'équipe nationale en profitant de l'indisponibilité de Jean Trappeniers, blessé. Cette sélection est aussi due à l'intérêt que lui avait porté Raymond Goethals, directeur technique national, qui l'avait déjà sélectionné avec les moins de 23 ans.
Gardien de but emblématique du Standard de Liège où il joue toute sa carrière professionnelle, il remporte trois fois consécutivement le championnat de Belgique, en 1969, 1970 et 1971. Dans ce club, il joue 305 matches et marque 9 buts, tous sur penalty. En 1972, il remporte le Soulier d'or du meilleur footballeur belge.
Christian Piot joue quarante rencontres internationales entre 1969 et 1977, avec les Diables Rouges, et marque un but. Il participe à la Coupe du monde en 1970 au Mexique, et au Championnat d'Europe en 1972 en Belgique.
La fin de carrière est minée par des blessures menant à plusieurs opérations chirurgicales principalement au niveau des genoux. Il est contraint d'arrêter définitivement sa carrière de gardien de but en 1978 à l'âge de 30 ans. Il est remplacé dans les buts du Standard par un jeune de 18 ans nommé Michel Preud'homme. 
Plus tard, il devient entraîneur des gardiens de but du Standard, de 2000 à 2005, puis du RFC de Liège de 2006 à 2007.

## Palmarès
- Trois fois champion de Belgique, 1969, 1970, 1971 avec le Standard de Liège
- Deux fois finaliste de la Coupe de Belgique en 1972 et en 1973 avec le Standard de Liège
- Finaliste de la Coupe de la Ligue Pro en 1974 avec le Standard de Liège
- Vainqueur de la Coupe de la Ligue Pro en 1975 avec le Standard de Liège
- Soulier d'or belge en 1972
- Participation à la Coupe du monde 1970 au Mexique
- Demi-finaliste de l'Euro 1972 (3e place)
- 45 sélections dont 40 caps en équipe de Belgique entre 1969 et 1977.